# Nevrorthus iridipennis
Nevrorthus iridipennis är en insektsart som beskrevs av A. Costa 1863. Nevrorthus iridipennis ingår i släktet Nevrorthus och familjen Nevrorthidae. Inga underarter finns listade i Catalogue of Life.